# Alpha (Illinois)
Pour les articles homonymes, voir Alpha (homonymie).
Alpha est un village du comté de Henry dans l'Illinois, aux États-Unis,. Situé au sud-ouest du comté, il est incorporé le 17 juin 1895.

## Démographie
Lors du recensement de 2010, le village comptait une population de 671 habitants. Elle est estimée, en 2016, à 644 habitants.

## Source de la traduction
- (en) Cet article est partiellement ou en totalité issu de l’article de Wikipédia en anglais intitulé « Alpha, Illinois » (voir la liste des auteurs).